# Siniša Malešević
Siniša Malešević, MRIA, MAE (n. 5 aprilie 1969, Banja Luka, Bosnia și Herțegovina) este un savant irlandez care este profesor titular / catedră de sociologie la University College, Dublin, Irlanda. Este, de asemenea, Senior Fellow și cercetător asociat la Conservatoire national des arts et métiers (CNAM), Paris, Franța.

## Biografie
Interesele cercetării lui Malesevic includ studiul comparativ-istoric și teoretic al etniei, statelor naționale, naționalismului, imperiilor, ideologiei, războiului, violenței și teoriei sociologice. 
Este autor a nouă și editor de opt cărți și volume, inclusiv monografii influente Ideology, Legitimacy and the New State (2002), The Sociology of Ethnicity (2004), Identity as Ideology (2006) The Sociology of War and Violence (2010), State-națiuni și naționalisme (2013), Rise of Brutality Organized (2017) și Grounded Nationalisms (2019). The Rise of Organized Brutality este beneficiarul premiului pentru cărți remarcabile din 2018 de la Secțiunea Peace, War and Social Conflict  a Asociației Sociologice Americane și „Grounded Nationalisms” a fost finalist (mențiune de onoare) în 2020 Premiul Stein Rokkan pentru Social Comparative Cercetare științifică. De asemenea, Malesevic a scris peste 100 de articole de reviste și capitole de cărți revizuite de colegi și a susținut peste 120 de discuții invitate în întreaga lume. 
Opera sa a fost tradusă în numeroase limbi, inclusiv albaneză, arabă, chineză, croată, franceză, indoneziană, japoneză, persană, portugheză, sârbă, spaniolă, turcă și rusă. Anterior, a ocupat funcții de cercetare și predare la Institutul pentru Relații Internaționale (Zagreb), Centrul pentru Studiul Naționalismului, CEU (Praga) - unde a lucrat cu regretatul Ernest Gellner - și la Universitatea Națională din Irlanda, Galway . De asemenea, a deținut profesorii și bursele la Universitatea Libre de Bruxelles (catedra Eric Remacle în studii de conflict și pace), Institutul pentru Științe Umane, Viena, London School of Economics, Universitatea Uppsala și Institutul Olandez pentru Studii Avansate în Științe Umaniste. și Științe sociale, Amsterdam. În martie 2010 a fost ales membru al Royal Irish Academy, în decembrie 2012 a fost ales membru asociat al Academiei de Științe și Arte din Bosnia și Herțegovina [5] și în august 2014 a fost ales membru al Academia Europaea. 